# Fona
Fona (що означає «походження») — викопний рід динозаврів крейдяної формації Cedar Mountain в Юті, Сполучені Штати. Рід містить один вид, F. herzogae, відомий з кількох часткових скелетів і черепів. Виходячи з анатомічної подібності до близькоспорідненого та такого ж віку Oryctodromeus, Fona, ймовірно, була напівфосоріальною твариною, яка, ймовірно, проводила значну кількість часу в підземних норах. Вид також є найстарішим відомим тецелозаврином.

## Відкриття та найменування
Викопний матеріал Фона був виявлений у кількох різних місцях формації Cedar Mountain в окрузі Емері, штат Юта, США. Голотипний екземпляр, NCSM 33548, був знайдений у «місцевості Кармічний Ородроміне» і є єдиним певним місцем появи Фони в нижній частині Мусентучіт. Цей зразок складається з переважно повного та дещо зчленованого скелета. Є кілька інших зразків, які можна віднести до Фони на основі схожості в анатомії скелета. FMNH PR 4581 було знайдено на «майданчику Маноло», який є трохи молодшим за місце розташування голотипа. Це також майже повний скелет, у якому відсутні більша частина черепа, тазу та плеснових кісток. Наймолодші скелі з матеріалом Fona представляють «місцевість мінітролів». Тут були знайдені разом скелети двох добре збережених особин однакового розміру, а також деякі кістки молодих екземплярів.
До офіційного присвоєння назви Fona викопний матеріал повідомлявся в кількох тезах на конференціях та в академічних статтях без детального опису, де зазвичай згадувалося, що він належить до ородромінового тецелозаврида. У 2024 році Авраамі та ін. описав Fona herzogae як новий рід і вид орнітоподи thecelosaurine на основі цих викопних останків.